# مدیر ارشد اداری
مدیر ارشد اداری (انگلیسی: Chief administrative officer) (CAO) یکی از عنوان‌های شرکتی برای سطوح رده بالای مدیریت شرکتی است که مسئولیت نظارت بر عملیات روزانه کسب و کار و نهایت عملکرد شرکت را بر عهده دارد. این سطح مدیریت که در صنایع گوناگون، هم در بخش ناسودبر و هم در بخش سهامی عام یافت می‌شود، شامل کارشناسانی است که به صورت حرفه‌ای نگه‌دارنده جوانب مختلف کسب و کاری که در آن فعالیت می‌کنند، هستند.

## بخش دولتی و ناسودبر
مدیر ارشد اداری مسئول مدیریت اداری شرکت‌های خصوصی، سهامی عام یا دولتی و عملاً رئیس سازمان است.
در شهرداری، این عنوان معمولاً از جایگزین‌های عنوان مدیریت شهری است، به ویژه در مواردی که این عنوان شامل قدرتی نیست، مانند اختیار انتصاب یا اخراج مدیران بخش‌ها.
در بریتانیا، مدیران ارشد اداری در شرکت‌های سهامی عام باید از جمله افراد مؤسسه خبره دبیران و مدیران، وکلا، حسابداران گواهی‌شده/خبره، یا با سابقه معادل باشند.

## بخش غیردولتی
مدیر ارشد اداری یکی از اعضای عالی‌رتبه سازمان، مدیر عملیات روزانه و معمولاً گزارش‌دهنده مستقیم به مدیر عامل اجرایی است. در برخی از شرکت‌ها، مدیر ارشد اداری رئیس شرکت نیز هست. این سمت شبیه مدیر عملیات است ولی مدیر عامل اجرایی نیست؛ مدیر عامل اجرایی یک عنوان ارشدتر در سازمان‌های انتفاعی است.